# 阳朔过路黄
阳朔过路黄（学名：Lysimachia carinata）是报春花科珍珠菜属的植物，为中国的特有植物。分布于中国大陆的广西等地，多生长在田边，目前尚未由人工引种栽培。